# Montenegro ai Giochi della XXIX Olimpiade
Il Montenegro ha partecipato ai Giochi della XXIX Olimpiade di Pechino, svoltisi dall'8 al 24 agosto 2008, con una delegazione di 19 atleti.
È stata la prima partecipazione olimpica dello stato; in precedenza, atleti montenegrini avevano partecipato come rappresentanti della Jugoslavia e di Serbia e Montenegro.

## Atletica leggera
| Gara            | Atleta           | Batterie | Batterie | Quarti | Quarti | Semifinali | Semifinali | Finale | Finale |
| Gara            | Atleta           | Tempo    | Pos.     | Tempo  | Pos.   | Tempo      | Pos.       | Tempo  | Pos.   |
| --------------- | ---------------- | -------- | -------- | ------ | ------ | ---------- | ---------- | ------ | ------ |
| 100 m femminili | Milena Milašević | 12"65    | 8        |        |        |            |            |        |        |

| Gara              | Atleta             | Tempo     | Posizione |
| ----------------- | ------------------ | --------- | --------- |
| Maratona maschile | Goran Stojiljković | 2h 28'12" | 62        |

## Pugilato
| Gara         | Atleta          | Sedicesimi | Ottavi                      | Quarti | Semifinali | Finale |
| ------------ | --------------- | ---------- | --------------------------- | ------ | ---------- | ------ |
| Pesi massimi | Milorad Gajović |            | Ilias Pavlidis (Grecia) 3-7 |        |            |        |

## Judo
| Gara  | Atleta           | Preliminari                       | Tabellone principale                | Tabellone principale     | Tabellone principale                     | Tabellone principale | Tabellone principale | Ripescaggi | Ripescaggi                                    | Ripescaggi | Ripescaggi |
| Gara  | Atleta           | Preliminari                       | Sedicesimi                          | Ottavi                   | Quarti                                   | Semifinali           | Finale               | 1º turno   | Quarti                                        | Semifinali | Finale     |
| ----- | ---------------- | --------------------------------- | ----------------------------------- | ------------------------ | ---------------------------------------- | -------------------- | -------------------- | ---------- | --------------------------------------------- | ---------- | ---------- |
| 81 kg | Srđan Mrvaljević | Youssef Badra (Tunisia) 0020-0010 | José Mba Nchama (Georgia) 1011-0000 | Guo Lei (Cina) 0111-0001 | Guillaume Elmont (Paesi Bassi) 0000-0010 |                      |                      |            | Damdinsürengiin Nyamkhüü (Mongolia) 0000-1002 |            |            |

## Nuoto
| Gara       | Atleta     | Batterie | Batterie | Semifinali | Semifinali | Finale | Finale |
| Gara       | Atleta     | Tempo    | Pos.     | Tempo      | Pos.       | Tempo  | Pos.   |
| ---------- | ---------- | -------- | -------- | ---------- | ---------- | ------ | ------ |
| 200 m rana | Marina Kuč | 2'31"24  | 31       |            |            |        |        |

## Pallanuoto

### Torneo maschile
La nazionale montenegrina si è qualificata per i Giochi vincendo il torneo preolimpico europeo.

#### Prima fase
| Data      | Ora locale | Partita    | Partita | Partita    |
| --------- | ---------- | ---------- | ------- | ---------- |
| 10 agosto | 10:50      | Ungheria   | 10 - 10 | Montenegro |
| 12 agosto | 09:30      | Montenegro | 12 - 0  | Canada     |
| 14 agosto | 14:00      | Montenegro | 10 - 6  | Grecia     |
| 16 agosto | 14:00      | Spagna     | 12 - 6  | Montenegro |
| 18 agosto | 12:10      | Montenegro | 5 - 5   | Australia  |

|    | Squadra    | Pti | G | V | P | S | GF | GS | Diff |
| -- | ---------- | --- | - | - | - | - | -- | -- | ---- |
| 1. | Ungheria   | 9   | 5 | 4 | 1 | 0 | 60 | 36 | +24  |
| 2. | Spagna     | 8   | 5 | 4 | 0 | 1 | 52 | 34 | +18  |
| 3. | Montenegro | 6   | 5 | 2 | 2 | 1 | 43 | 33 | +10  |
| 4. | Australia  | 5   | 5 | 2 | 1 | 2 | 45 | 40 | +5   |
| 5. | Grecia     | 2   | 5 | 1 | 0 | 4 | 39 | 56 | -17  |
| 6, | Canada     | 0   | 5 | 0 | 0 | 5 | 21 | 61 | -40  |

#### Seconda fase
Quarti di finale
| Arbitri: | Tulga (TUR) Bock (GER) |

|          |           |                              |
| 2: Hinic | Marcatori | 2: Janovic, Ivovic, Gojkovic |

Semifinale
| Arbitri: | Simion (ROU) Tulga (TUR) |

|         |           |                                 |
| 3: Kiss | Marcatori | 2: Janovic, Uskokovic, Gojkovic |

Finale per il bronzo
| Arbitri: | Tulga (TUR) Margeta (SLO) |

|            |           |          |
| 2: Janovic | Marcatori | 2: Savic |

## Tiro
| Gara                         | Atleta           | Qualificazioni | Qualificazioni | Finale    | Finale       | Finale |
| Gara                         | Atleta           | Punteggio      | Pos.           | Punteggio | Punt. totale | Pos.   |
| ---------------------------- | ---------------- | -------------- | -------------- | --------- | ------------ | ------ |
| Carabina 10 m aria compressa | Nikola Šaranović | 570            | 41             |           |              |        |
| Carabina 50 m                | Nikola Šaranović | 535            | 45             |           |              |        |